# William Whiston
William Whiston   (Norton-juxta-Twycross, 9 de desembre de 1667 - Lyndon Hall, 22 d'agost de 1752) va ser un matemàtic i teòleg anglès conegut per les seves traduccions de Flavi Josefus.

## Vida
Whiston era fill del pastor de Norton (Leicestershire) i en la seva infantesa va ser educat pel seu pare per a esdevenir també pastor anglicà. A partir de 1684 va assistir a l'escola de Tamworth i el 1686 ingressava coma becari al Clare College de la Universitat de Cambridge, on es va graduar el 1689, havent fet estudis intensos de matemàtiques.
El 1693 rep el seu magister de la Universitat de Cambridge, és nomenat fellow del Clare College i és ordenat sacerdot. Entre 1694 i 1698 és capellà del bisbe de Norwich. El 1698 és nomenat rector de Lowesoft (Suffolk), càrrec al qual renunciarà l'any següent, en casar-se amb Ruth Antrobus, filla d'un antic professor seu a Tamworth. Van tenir vuit fills, dels quals quatre van arribar a l'edat adulta.
El 1701, per recomanació del mateix Newton, es va convertir en el seu successor a la càtedra Lucasiana. L'astrònom reial, John Flamsteed, va comentar irònicament que la gent com l'emperador August, nomenaven successors com Tiberi, perquè la seva fama es fes més il·lustre, ja que els mèrits de Whiston en aquells moments eren més aviat escassos.
Com a professor lucasià, va intentar acomodar l'ensenyament a les necessitats dels alumnes, eliminant les obscures i difícils lliçons pròpies de la universitat de l'època. També ho va fer en els llibres que va editar i escriure, traspassant així la seva fama fora dels límits de la seva universitat. En aquesta època va estudiar el problema de la longitud i, tot i no arribar a cap solució definitiva, va fer aportacions interessants per a les recerques futures.
En els anys següents, al contrari que Newton, va fer públic el seu arianisme el que li va valdre crítiques de la jerarquia eclesiàstica. El 1710 va ser desposseït de la càtedra i expulsat de la universitat per la seva posició herètica antitrinitària, després de patir una sèrie de judicis en la seva contra.
Es va traslladar a Londres on va portar una vida bohèmia, escrivint obres teològiques, vivint de les rendes d'una petita granja a Newmarket i donant algunes classes particulars. Finalment, als vuitanta anys, es va retirar a casa de la seva germana a Lyndon (Rutland), on va morir

## Obra
La seva obra més important és A New Theory of the Earth (Nova teoria de la Terra), publicada a Londres el 1696. El llibre és una exposició senzilla de la mecànica i la matemàtica newtoniana, amb el fi de demostrar que la narració de la creació de la Terra feta a les Escriptures pot ser certa.
Mentre era professor lucasià, va publicar una edició dels elements d'Euclides (1703), basada en la que havia fet André Tacquet anys abans, i va editar les seves classes d'astronomia, amb el títol de Praelectiones astronomicae (1707).
De la seva obra posterior, cal ressenyar la traducció del grec que va fer de l'obra de Flavi Josefus, que ha estat fruit de nombroses reedicions al llarg dels anys. També va escriure altres obres teològiques (Primitive Christianity Revived, 1711-1712) i matemàtic-astronòmiques (The Longitude and Latitude Found by the Inclinatory or Dipping Needle, 1721) i, fins i tot, mixtes (Astronomical Principles of Religion, 1717).